# پیر آنتوان دوسوی
پیر آنتوان دوسوی (انگلیسی: Pierre-Antoine Dossevi؛ زادهٔ ۱۷ ژانویهٔ ۱۹۵۲) بازیکن فوتبال اهل توگو است.
از باشگاه‌هایی که در آن بازی کرده‌است می‌توان به باشگاه فوتبال پاری سن ژرمن اشاره کرد.